# Cinja Tillmann
Cinja Tillmann (* 13. Juli 1991 in Senden) ist eine deutsche Volleyball- und Beachvolleyballspielerin. 2022, 2023 und 2024 gewann sie die Deutsche Meisterschaft. 2024 wurde sie Europameisterin.

## Karriere Hallen-Volleyball
Cinja Tillmann begann mit dem Volleyball bei ihrem Heimatverein ASV Senden. 2009 wechselte sie zum USC Münster, wo sie als Zuspielerin und als Außenangreiferin der zweiten Mannschaft in der Zweiten Bundesliga spielte. Auch in der Erstligamannschaft des USC hatte Tillmann einige Einsätze. 2015 wechselte sie zum Zweitligisten Bayer Leverkusen, mit dem sie in der folgenden Saison Meister der Nordstaffel wurde. In der Saison 2016/17 spielte sie für den Ligakonkurrenten TV Gladbeck.

## Karriere Beachvolleyball
Ab 2009 spielte Tillmann mit ihrer Vereinskameradin Teresa Mersmann Beachvolleyball. In ihrer ersten Saison landeten sie bei der U20-Europameisterschaft in Kos auf Platz neun. 2010 wurde Tillmann an der Seite von Isabel Schneider Deutsche U20-Meisterin und mit Christine Aulenbrock U20-Europameisterin in Catania. Bei den Deutschen Meisterschaften belegten Schneider/Tillmann Platz neun.
2011 erreichte Tillmann mit Teresa Mersmann bei der U23-Europameisterschaft in Porto und mit Victoria Bieneck bei der U21-Weltmeisterschaft in Halifax jeweils den fünften Platz. Mersmann/Tillmann konnten sich auch in der nationalen Spitze etablieren. So erreichten sie bei den Deutschen Meisterschaften 2011 Platz neun und gewannen 2012 die Bronzemedaille. Bei der Studenten-WM in Maceió (BRA) erreichten die beiden die K.o.-Runde, mussten dort aber wegen einer Erkrankung von Mersmann aufgeben und belegten damit den 17. Platz. Zum Ende der Saison 2012 trennten sich Mersmann und Tillmann.

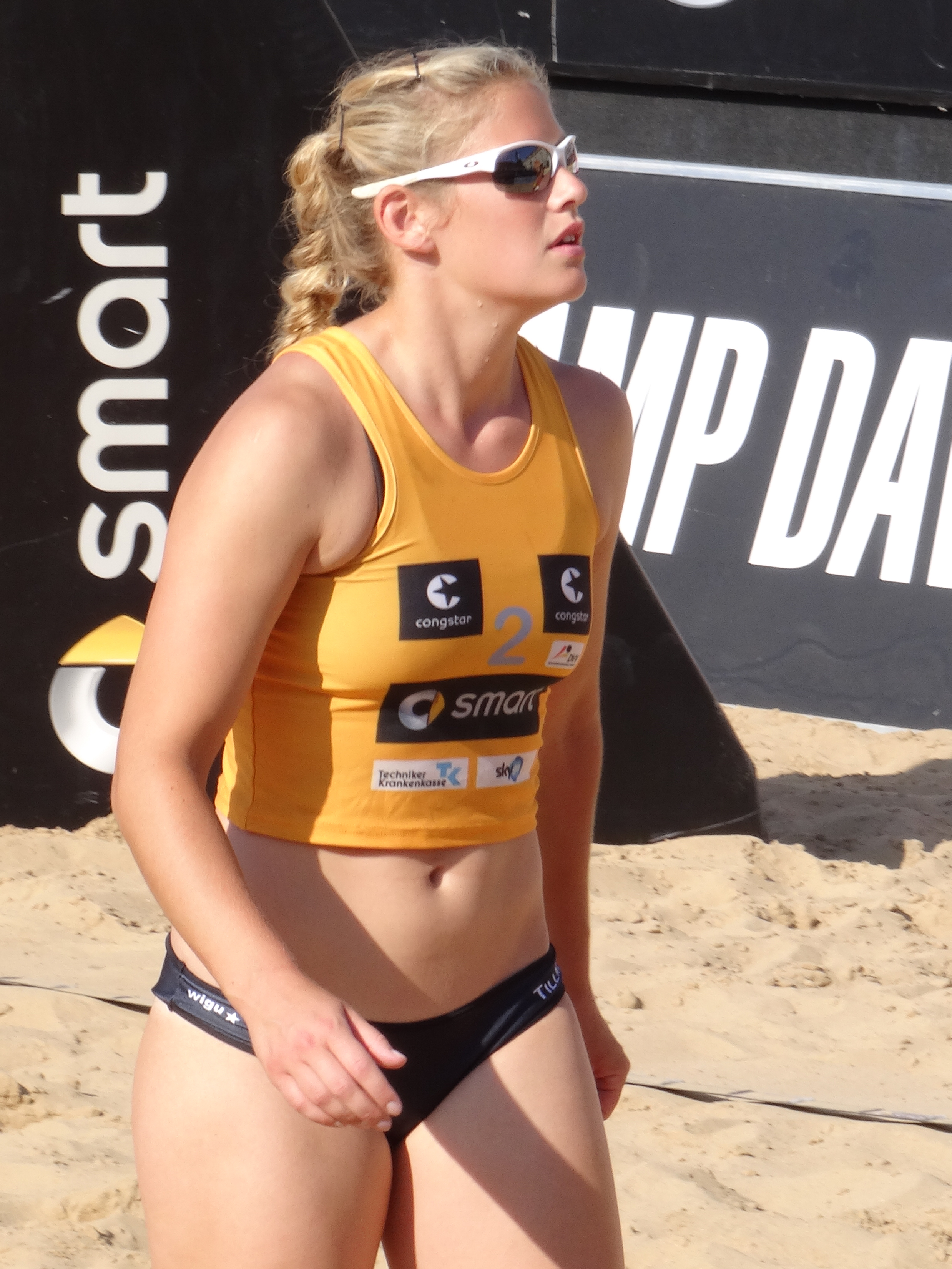
2014 in Dresden

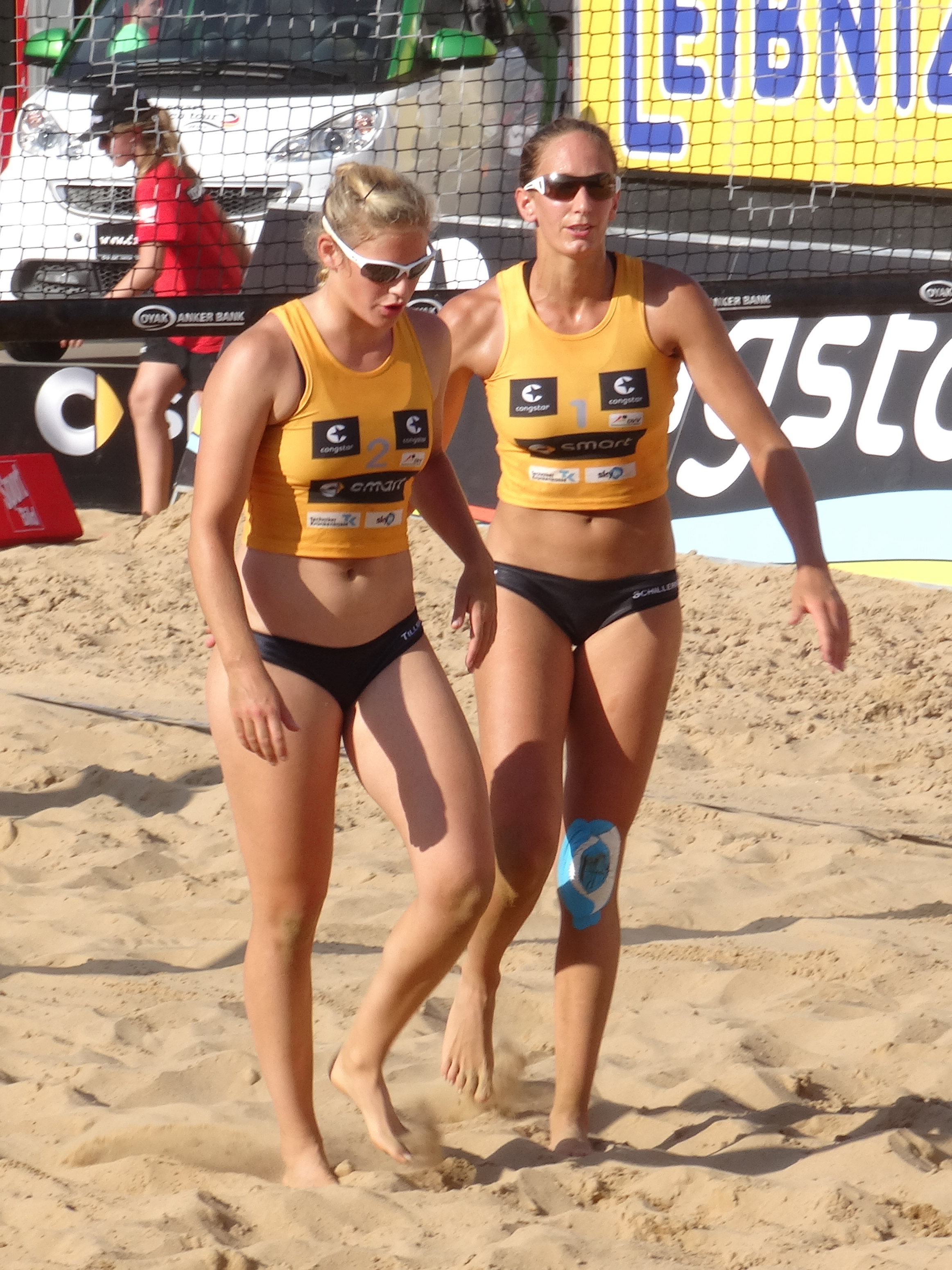
Schillerwein/Tillmann 2014 in Dresden

2013 spielte Tillmann mit Christine Aulenbrock Beachvolleyball für den Hamburger SV. Bei der U23-WM im Juni in Polen belegten sie den fünften Platz. Auf der Smart Beach Tour belegte sie den zweiten Platz in Binz und Norderney, den vierten Platz in Mannheim, jeweils den fünften Platz in Kühlungsborn und St. Peter-Ording und den siebten Platz in Hamburg. Bei den deutschen Meisterschaften landeten sie im August auf Platz sieben. Den FIVB Grand Slam in Berlin spielte Tillmann mit Chantal Laboureur und erreichte den 17. Platz.
Wegen einer Pause im Leistungssport von Aulenbrock bildete Tillmann ab 2014 ein Duo mit Katharina Schillerwein. In Hamburg konnten sie den Super Cup der Smart Beach Tour gewinnen. In Binz belegten sie den zweiten Platz, in Nürnberg den dritten Platz, in Münster wurden sie Fünfte und in Köln Siebte. In Dresden besiegten sie im Finale des Beach Cups Jana Köhler und Anni Schumacher. Auf der CEV Tour erreichten sie beim Satellite in Antalya den vierten und beim Satellite in Vaduz den dritten Platz. Wie schon im Vorjahr belegte Cinja Tillmann mit ihrer Partnerin bei den deutschen Meisterschaften den siebten Platz.

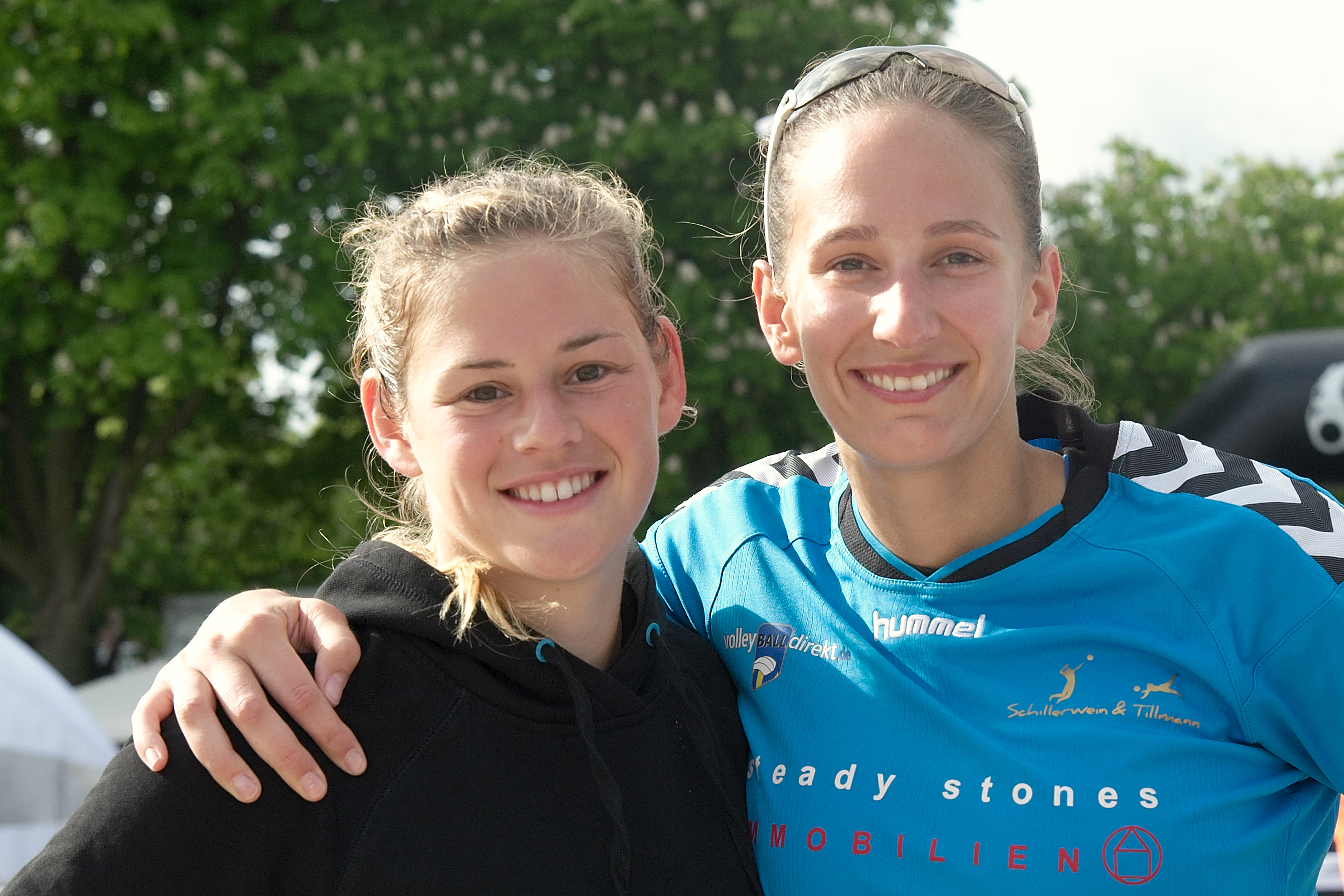
Mit Katharina Schillerwein (rechts) 2015 in Münster

2015 war die erfolgreichste Saison von Schillerwein/Tillmann. Mit fünf Siegen in diesem Jahr auf der ranghöchsten nationalen Smart Beach Tour in Hamburg, Dresden, Binz, St. Peter-Ording und Nürnberg stellten sie einen historischen Rekord aus dem Jahr 2001 ein. Im August 2015 gewannen sie auch das CEV-Satellite im rumänischen Timișoara. Bei den deutschen Meisterschaften belegten Schillerwein/Tillmann Platz fünf.
2016 begann für Schillerwein/Tillmann mit einem Sieg beim Smart Beach Supercup in Münster. Das CEV-Satellite in Ankara beendete die gebürtige Sendenerin mit Interimspartnerin Sandra Seyfferth auf dem Bronzerang. Bei den deutschen Meisterschaften belegten Schillerwein/Tillmann Platz neun. Anschließend gewann Tillmann mit Sandra Ittlinger das CEV-Satellite-Turnier in Barcelona und 2017 mit Schillerwein in Vilnius und in Mersin. Nach einem fünften Platz bei der Deutschen Meisterschaft 2017 beendete Schillerwein ihre Beachvolleyball-Karriere.
Von Ende 2017 bis Ende 2018 war Teresa Mersmann wieder Tillmanns Partnerin. Auf der FIVB World Tour gewannen Mersmann/Tillmann 2018 das 1-Stern-Turnier im österreichischen Baden und das 3-Sterne-Turnier in Tokio. Auf der Techniker Beach Tour siegten sie in Münster, in Nürnberg und in Kühlungsborn. Bei der Deutschen Meisterschaft wurden sie Dritte.
Seit 2019 spielte Tillmann an der Seite von Kim Behrens. In ihrer ersten gemeinsamen Saison konnten sie zwei Turniere der nationalen Techniker Beach Tour gewinnen. International gelangen ihnen drei 17. Plätze bei den 4 Stern Turnieren der FIVB World Tour in Xiamen, Jinjiang und Espinho, wobei sie vom Deutschen Volleyball-Verband zu sechs weiteren Turnieren, bei denen sie spielberechtigt gewesen wären, nicht gemeldet wurden. Der Verband berief sich bei seiner Entscheidung auf die Notwendigkeit, den Nationalteams im Hinblick auf die Olympischen Sommerspiele 2020 bevorzugt internationale Spielpraxis einräumen zu müssen und sich daher gegen Behrens/Tillmann entschieden zu haben, wogegen sich das Team juristisch zur Wehr setzte. Nach einem 17. Platz bei der Weltmeisterschaft in Hamburg und einem 9. Rang bei der Europameisterschaft in Moskau beendete das Duo die Saison mit einem 3. Platz bei den Deutschen Meisterschaften, wobei Kim Behrens im kleinen Finale gegen ihre ehemalige Partnerin Sandra Ittlinger gewann. Auch 2020 erreichten Behrens/Tillmann bei den Deutschen Meisterschaften Platz drei.
Der größte Erfolg ihrer bisherigen Karriere gelangen Cinja Tillmann und Kim Behrens jedoch bei der Europameisterschaft in Jūrmala im gleichen Jahr. Nach einer 0:2 Auftaktniederlage gewann das deutsche Duo die folgenden fünf Spiele jeweils mit 2:0 Sätzen und wurde erst im Finale von den Schweizerinnen Joana Heidrich und Anouk Vergé-Dépré nach einem vergebenen Matchball in drei Sätzen knapp besiegt (21:18, 14:18, 16:18). So wurden die beiden Deutschen zum Saisonabschluss noch Vize-Europameisterinnen.
Seit 2021 ist Svenja Müller Tillmanns neue Partnerin. Mit Interimspartnerin Chantal Laboureur erreichte sie beim FIVB 4-Sterne-Turnier im mexikanischen Cancún Platz vier und bei der EM in Wien Platz fünf. Anfang September erreichten Müller/Tillmann bei der deutschen Meisterschaft Platz fünf. Beim FIVB 4-Sterne-Turnier im brasilianischen Itapema belegten sie im November den neunten Platz. 2022 erreichten Müller/Tillmann auf der World Beach Pro Tour im März beim Elite16-Turnier im mexikanischen Rosarito den neunten Platz und im Mai bei den Challenge-Turnieren im katarischen Doha sowie im türkischen Kuşadası jeweils den fünften Platz. Den beiden gebürtigen Westfälinnen gelang ihr erster Sieg bei der World Tour im tschechischen Ostrava, als sie von der Qualifikation bis ins Finale durchmarschierten und dort gegen die Brasilianerinnen Talita Antunes und Rebecca Silva in zwei Sätzen mit 21:18/21:16 gewannen.
Bei der Weltmeisterschaft 2022 erreichten Müller/Tillmann den dritten Platz. Nach der Niederlage im Halbfinale gegen die Kanadierinnen Sophie Bukovec und Brandie Wilkerson musste das Bronze-Spiel gegen Joana Heidrich und Anouk Vergé-Dépré bei einer Schweizer Führung wegen einer Verletzung Heidrichs abgebrochen werden. Nach einem neunten Platz beim Elite16-Turnier in Hamburg schieden Müller/Tillmann bei der Europameisterschaft in München als Gruppenzweite bereits in der ersten K.-o.-Runde aus. Durch die Erfolge im Jahr 2022 belegten Tillmann/Müller Spitzenplätze in der deutschen Rangliste und in der Weltrangliste. Im August wurde Cinja Tillmann als Deutschlands Beachvolleyballerin des Jahres 2022 ausgezeichnet. Im September gewann sie mit ihrer Partnerin die deutsche Meisterschaft. Nach dem neunten Platz beim WPT Finale 2022 im Januar 2023 in Doha erreichten Müller/Tillmann bei den Elite16-Turnieren auf der World Beach Pro Tour 2023 die Plätze dreizehn in La Paz, fünf in Tepic und Ostrava sowie Platz vier in Gstaad. Auf der German Beach Tour 2023 siegten sie im Mai beim zweiten Turnier in Bremen. Bei der Europameisterschaft in Wien erreichten sie als Gruppensieger das Achtelfinale, bei dem sie gegen die nationalen Konkurrenten Laura Ludwig und Louisa Lippmann ausschieden. Das Elite16-Turnier in Hamburg konnten die beiden als Dritte abschließen. Bei der deutschen Meisterschaft konnten sie ihren Vorjahrestitel verteidigen. Beim Elite16-Turnier in Paris wurden sie Neunte. Bei der anschließenden Weltmeisterschaft in Tlaxcala erreichten Müller/Tillmann als Gruppensiegerinnen die Hauptrunde. Nach einem Sieg über die Spanierinnen Liliana Fernández und Paula Soria schieden sie im Achtelfinale gegen die Brasilianerinnen Tainá Silva und Victória Lopes aus. Im November wurden sie beim Elite16-Turnier in João Pessoa Fünfte. Beim Saisonfinale in Doha erreichte das deutsche Team nach einem dritten Rang im Pool durch Siege über Tainá/Victória im Viertelfinale und die Weltranglistenersten Ana Patrícia/Duda in der Vorschlussrunde das Endspiel, unterlagen dort jedoch den US-Amerikanerinnen Kristen Nuss und Taryn Kloth in zwei Sätzen.
Zusammen mit der Tschechin Kylie Neuschaeferová startete Tillmann 2024 auf Teneriffa als Siegerin des „King of the Court“-Turniers. Müller/Tillmann erreichten bei den Elite16-Turnieren auf der World Beach Pro Tour 2024 die Plätze  fünf in Tepic, Espinho und Ostrava sowie Platz neun in Brasília. Über die Weltrangliste qualifizierten sich Müller/Tillmann als bestes deutsches Duo für die Olympischen Spiele in Paris. Im Juli gelangten die Deutschen in Wien als einziges von neun für den bedeutendsten Wettbewerb des Jahres qualifizierten teilnehmenden Teams ins Semifinale. Dort siegten sie an Tillmanns Geburtstag zunächst gegen Ágatha/Rebecca und anschließend gegen Anouk Vergé-Dépré/Joana Mäder. Dies war ihre zweite jemals errungene Goldmedaille bei einem Elite16. Bei den Olympischen Spielen erreichten Müller/Tillmann als Gruppenzweite das Achtelfinale, bei dem sie nach einer 1:2-Niederlage gegen die Lettinnen Tīna Graudiņa und Anastasija Samoilova ausschieden. Bei der Europameisterschaft in den Niederlanden wurden Müller/Tillmann nach einem Sieg im Endspiel gegen das italienische Duo Marta Menegatti und Valentina Gottardi Europameisterinnen 2024. Auch beim nachfolgenden Elite16-Turnier in Hamburg standen sie im Finale, verloren allerdings knapp gegen die Schweizerinnen Nina Brunner und Tanja Hüberli. Bei der deutschen Meisterschaft gewannen Müller/Tillmann den Titel zum dritten Mal in Folge. Am 30. September kletterten sie in der FIVB-Weltrangliste auf Platz zwei. Im Oktober wurde Cinja Tillmann als Deutschlands Beachvolleyballerin des Jahres 2024 ausgezeichnet. Beim Saisonfinale in Doha erreichte das deutsche Team den fünften Platz.
Am 17. März 2025 wurden Müller/Tillmann für elf Wochen FIVB-Weltranglistenerste. Auf der World Pro Tour 2025 erreichten sie bei den ersten Elite16-Turnieren im mexikanischen Quintana Roo den fünften und im brasilianischen Saquarema den dritten Platz. Auf der German Beach Tour 2025 siegten sie im Mai beim zweiten Turnier in Düsseldorf. Zusammen mit Anna-Lena Grüne und Sandra Ittlinger gewannen sie als „Team Deutschland“ beim CEV Beachvolleyball Nations Cup 2025 im Juli das Endrunden-Turnier in Espinho. Bei der Europameisterschaft 2025 Anfang August in Düsseldorf erreichten Müller/Tillmann Platz drei. Anschließend stand das deutsche Spitzenduo im Finale des Elite-Events im kanadischen Montreal, das gegen die Lokalmatadoren Melissa Humana-Paredes und Brandie Wilkerson verloren wurde.

## Privates
Tillmann ist mit dem Beachvolleyballer Thomas Kaczmarek liiert, der sie auch bis Ende 2020 trainierte.